# Amanita Design
Amanita Design s.r.o. je česká nezávislá herní vývojářská společnost, založená roku 2003 Jakubem Dvorským. Zaměřuje se na vývoj flashových her, které by žánrově šlo zařadit jako 2D point-and-click adventury. Pro její hry je typické umění animace, propojení vizuálních prvků se zvukem i hudbou a humor.

## O studiu
Studio původně vzniklo jako grafické, nicméně velmi záhy se začalo specializovat na tvorbu her a animací. První počinem byla v roce 2003 hra Samorost, která vznikla ještě coby školní práce Jakuba Dvorského. Jednalo se o krátkou hříčku odehrávající se v surreálně pojatém vesmíru, která nejen pro svou výtvarnou originalitu zaujala široký okruh lidí. Hru bylo možné si zdarma zahrát na internetu a na její úspěch navázal Samorost 2, který vyšel v roce 2005 a byl rovněž z části volně přístupný. V roce 2009 pak studio uvedlo svůj doposud největší projekt – hru Machinarium. Děj se tentokrát odehrával v technicky pojatém světě robotů a hra se dočkala mnoha ocenění. Následovala hra Botanicula (2012) vracející se k přírodnímu pojetí.
Od té doby vzniklo ve studiu několik her. Samorost 3 (2016), která navazuje na předchozí dva díly, tentokrát ale již v mnohem větším rozsahu. V roce 2018 následovala hra Chuchel, malá humorná adventura se stejnojmenným hrdinou. Po vydání této hry pak došlo ke změně barvy hlavní postavičky z černé na oranžovou z důvodu tzv. black face. Posledním projektem byla hra Happy Game (2021), hororová adventura pracující se znepokojivými vyobrazeními jinak neškodných věcí doprovázená hlasitými a nepříjemnými zvuky. V květnu 2022 byla na oficiálním Discord serveru studia oznámena nově připravovaná hra, Phonopolis, adventura odehrávající se v antiutopickém městě stejného názvu.
Mimo svou autorskou tvorbu studio vytvořilo i několik projektů na zakázku. Mezi její klienty patřily například BBC, Nike nebo kapela The Polyphonic Spree. V současné době se studio věnuje už pouze tvorbě vlastních her a projektů.
Logem společnosti je halucinogenní houba muchomůrka červená (amanita muscaria).

## Hry
| Název                  | Rok  | Platformy                                                                                | Popis                                          |
| ---------------------- | ---- | ---------------------------------------------------------------------------------------- | ---------------------------------------------- |
| Samorost               | 2003 | web                                                                                      | Krátká adventura                               |
| Rocketman              | 2004 | web                                                                                      | Krátká hra pro Nike                            |
| The Quest for the Rest | 2004 | web                                                                                      | Krátká hra pro hudební kapelu Polyphonic spree |
| Samorost 2             | 2005 | Windows, OS X, Linux                                                                     | Krátká adventura                               |
| Questionaut            | 2008 | web                                                                                      | Krátká adventura pro BBC                       |
| Shy Dwarf              | 2009 | web                                                                                      | Krátká plošinovka                              |
| Machinarium            | 2009 | Windows, iOS, Linux, PS3, PS Vita, iPad 2, Android, BlackBerry PlayBook, Nintendo Switch | První plnohodnotná adventura                   |
| Osada                  | 2011 | web, Windows, OS X, Linux,                                                               | Interaktivní hudební video                     |
| Botanicula             | 2012 | Windows, iOS, Linux, Android                                                             | Druhá regulérní hra                            |
| Samorost 3             | 2016 | Windows, iOS, Android                                                                    | Třetí hra série Samorost, regulérní hra        |
| Chuchel                | 2018 | Windows, MacOS, iOS, Android                                                             | Komediální adventura Jaromíra Plachého         |
| Pilgrims               | 2019 | iOS, Windows, MacOS, Linux                                                               | Adventura                                      |
| Trust Me, I Got This!  | 2020 | Windows                                                                                  | Adventura                                      |
| Creaks                 | 2020 | Windows, PlayStation 4, Xbox One, Nintendo Switch                                        | Hororová plošinovka                            |
| Happy Game             | 2021 | Windows, MacOS, iOS, Nintendo Switch                                                     | Hororová adventura                             |
| Phonopolis             | 2025 | Windows                                                                                  | Ručně vytvořená adventura (ve vývoji)          |

## Členové týmu a spolupracovníci
- Jakub Dvorský (herní designér, grafik, zakladatel a CEO)
- Jaromír Plachý (herní designér, grafik a animátor)
- Tomáš Dvořák (Floex) (hudební skladatel)
- DVA (Jan Kratochvíl a Bára Ungerová) (hudební skladatelé, zvukaři)
- Václav Blín (grafik a animátor)
- Adolf Lachman (malíř, grafik, sochař)
- Tomáš Dvořák (Pif) (zvukař, asistent produkce)
- David Oliva (programátor)
- Peter Stehlík (programátor)
- Jan Werner (programátor)

## Ocenění a nominace
Samorost 1
- Top Talent Award – nominace (2003)
- Webby Award – nominace (2004)

Samorost 2
- Flashforward Film Festival – nejlepší zvuk a hudba (2006)
- Seoul net festival – nejlepší webová práce (2006)
- Webby Award – první cena v herní kategorii (2007)
- Independent Games Festival – nejlepší webová hra (2007)

Questionaut
- British Academy Award – nominace (2009)
- Mochis Award – nejlepší výtvarné pojetí hry (2009)

Machinarium
- Independent Games Festival – nejlepší vizuální pojetí (2009)
- DICE Awards – Annual Interactive Achievement Awards – nominace (2009)
- Gamasutra – nejlepší nezávislá hra (2009)
- VGChartz.com – nejlepší nezávislá hra (2009)
- PC Gamer – nejlepší soundtrack (2009)

Botanicula
- Česká hra roku 2012 pro umělecký přínos
- IndieCade – nejlepší herní svět nebo příběh (2012)
- Independent Games Festival – nejlepší hudba (2012)
- Independent Games Festival – nejlepší výtvarné pojetí – nominace (2012)

Samorost 3
- Česká hra roku 2016
- Independent Games Festival – nejlepší výtvarné pojetí – nominace (2014)

Chuchel
- Česká hra roku 2018 v kategorii audiovizuální zpracování
- Independent Games Festival – nejlepší výtvarné pojetí (2018)
- Independent Games Festival – nejlepší hudba – nominace (2018)

Pilgrims
- Česká hra roku 2019

Creaks
- Česká hra roku 2020

Happy Game
- Česká hra roku 2021 v kategorii audiovizuální zpracování